# (2090) Mizuho
(2090) Mizuho es un asteroide perteneciente al cinturón de asteroides, descubierto el 12 de marzo de 1978 por el astrónomo japonés T. Urata desde la Estación Yakiimo (Shimizu, Japón).

## Designación y nombre
Designado provisionalmente como 1978 EA. Fue nombrado en homenaje a la hija del descubridor Mizuho.